# Sárbogárdi járás
A Sárbogárdi járás Fejér vármegyéhez tartozó járás Magyarországon, amely 2013-ban jött létre. Székhelye Sárbogárd. Területe 653,52 km², népessége 28 188 fő, népsűrűsége 43 fő/km² volt a 2012. évi adatok szerint. Egy város (Sárbogárd) és 11 község tartozik hozzá.
A Sárbogárdi járás a járások 1983-as megszüntetése előtt is mindvégig létezett, és székhelye az állandó járási székhelyek kijelölése (1886) óta végig Sárbogárd volt.

## Települései
| Település     | Rang (2013. július 15.) | Kistérség (2013. január 1.) | Népesség (2012. január 1.) | Terület (km²) |
| ------------- | ----------------------- | --------------------------- | -------------------------- | ------------- |
| Sárbogárd     | járásszékhely város     | Sárbogárdi                  | 12 448                     | 189,33        |
| Cece          | nagyközség              | Sárbogárdi                  | 2 499                      | 58,85         |
| Alap          | község                  | Sárbogárdi                  | 1 925                      | 48,29         |
| Alsószentiván | község                  | Sárbogárdi                  | 608                        | 39,65         |
| Hantos        | község                  | Sárbogárdi                  | 910                        | 36,96         |
| Igar          | község                  | Sárbogárdi                  | 959                        | 41,19         |
| Mezőszilas    | község                  | Sárbogárdi                  | 2 068                      | 64,97         |
| Nagylók       | község                  | Sárbogárdi                  | 1 059                      | 32,44         |
| Sáregres      | község                  | Sárbogárdi                  | 752                        | 26,16         |
| Sárkeresztúr  | község                  | Abai                        | 2 561                      | 46,75         |
| Sárszentágota | község                  | Abai                        | 1 346                      | 45,5          |
| Vajta         | község                  | Sárbogárdi                  | 1 053                      | 23,43         |

## Története
Korábbi települései:
- Hercegfalva, ma Mezőfalva a Dunaújvárosi járásban
- Pusztaegres ma Sárbogárd része
- Káloz, ma a Székesfehérvári járásban
- Sárosd, ma a Székesfehérvári járásban
- Sárszentmiklós, ma Sárbogárd része
- Szolgaegyháza, ma Szabadegyháza a Gárdonyi járásban